# Căprioară
Căprioara (Capreolus capreolus) este o specie de mamifere rumegătoare ce aparține familiei Cervidae. Masculul speciei este uneori denumit căprior. Specia este răspândită în Europa, din Marea Mediterană până în Scandinavia, din Scoția până în Caucaz și spre est, în Asia,  până în nordul Iranului și Irakului.
În limba română cuvântul căprioară provinde din latinescul capriola.

## Taxonomie
Linnaeus a descris pentru prima dată căprioara în sistemul taxonomic modern ca Cervus capreolus (Linnaeus, 1758). Genul inițial monotipic Capreolus a fost propus pentru prima dată de John Edward Gray în 1821, deși nu a oferit o descriere adecvată pentru acest taxon. Gray nu a fost de fapt primul care a folosit numele Capreolus, acesta a fost folosit de alți autori înaintea lui. Cu toate acestea, lucrarea sa este văzută ca fiind acceptabilă din punct de vedere taxonomic. El a fost în general ignorat până în secolul al XX-lea, majoritatea lucrărilor din secolul al XIX-lea continuând să îl urmeze pe Linnaeus.
Numele Capreolus capreolus este un tautonim.
Populațiile de căprioare devin treptat ceva mai mari pe măsură ce ne îndreptăm spre est, atingând un maxim în Kazahstan, pentru ca apoi să devină din nou mai mici spre Oceanul Pacific.

### Subspecii
Sistemul Integrat de Informații Taxonomice, în urma ediției din 2005 a speciilor de mamifere din lume, oferă următoarele subspecii:
- Capreolus capreolus capreolus ( 1758)
- Capreolus capreolus canus (Miller, 1910) – Spania
- Capreolus capreolus caucasicus (Dinnik, 1910) – O subspecie de dimensiuni mari găsită în regiunea de la nord de Munții Caucaz. Deși Mammals Species of the World pare să recunoască taxonul, această lucrare se bazează pe un capitol al lui Lister și colab. în cartea din 1998 The European roe deer: the biology of success, care recunoaște numele doar ca provizoriu.[7]
- Capreolus capreolus italicus (Festa, 1925) – Italia

Aceasta este doar o interpretare (extremă) printre multe altele. Doi specialiști principali nu au recunoscut acești taxoni și au considerat în 2001 că specia nu are subspecii. Fauna Europaea a Uniunii Europene a recunoscut în 2005 două subspecii, dar, pe lângă forma nominală, recunoaște populația spaniolă ca fiind endemică Capreolus capreolus garganta Meunier, 1983. În 2008, UICN a recunoscut trei taxoni infraspecifici: forma nominală și subspeciile garganta și italicus.

## Caracteristici

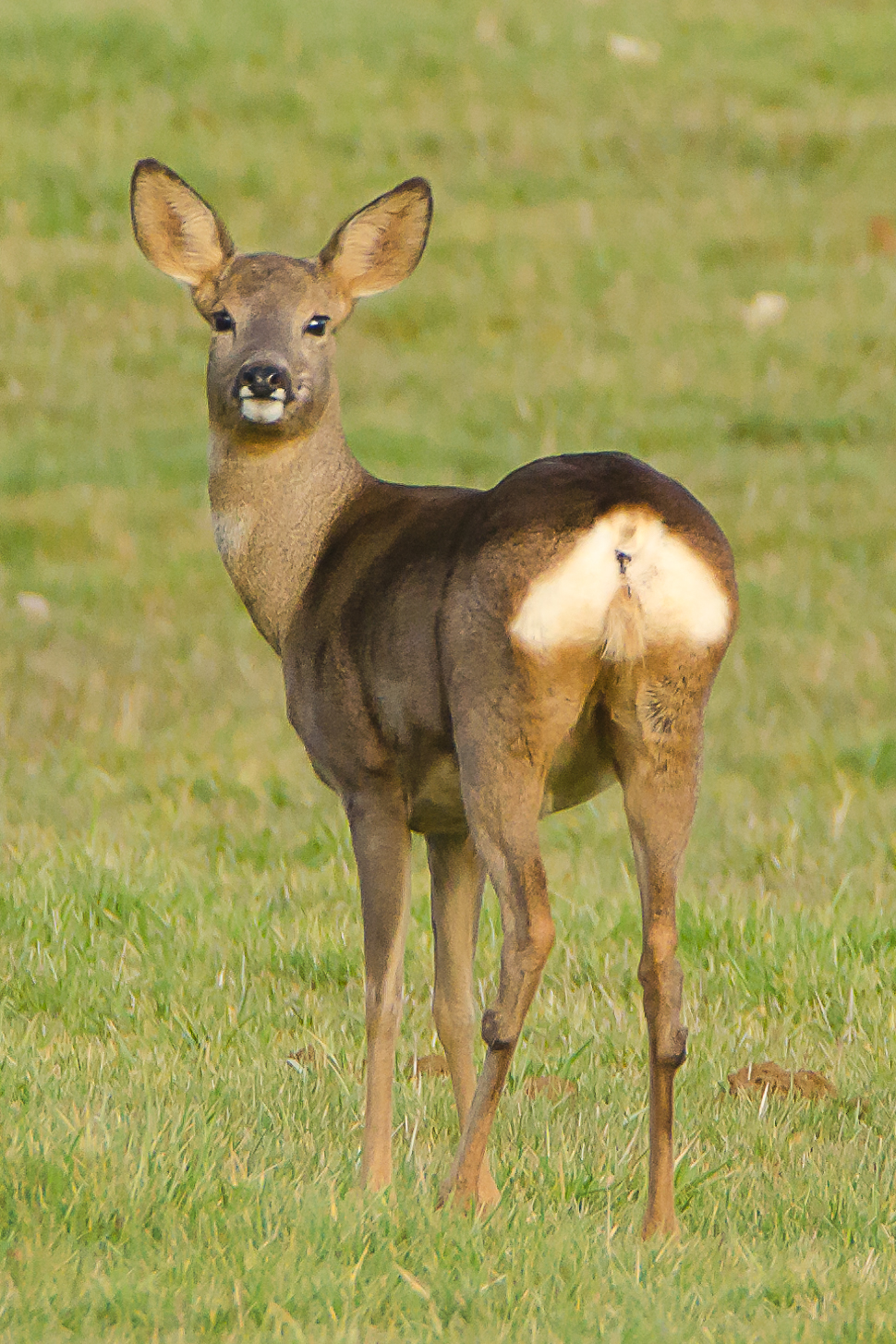
Capreolus capreolus

Căprioara adultă are o lungime a corpului cuprinsă între 95 și 135 de centimetri și ajunge la o înălțime la greabăn cuprinsă între 63 și 67 de centimetri. În funcție de starea de nutriție, masculii adulți cântăresc între 20 și 34 de kilograme, iar femelele între 17 și 29 de kilograme. În populațiile sănătoase, unde densitatea populației este limitată de vânătoare sau de prădători, căpriorii sunt puțin mai mari decât căprioarele. În alte condiții, masculii pot fi de dimensiuni similare cu cele ale femelelor sau ușor mai mici. Greutatea tinde să crească de la sud-vest la nord-est, de la altitudini mai mici la altitudini mai mari și de la climă mai caldă la climă mai rece. De exemplu, femelele de căprioară cântăresc în medie 17,1 kilograme în sud-vestul Spaniei și 23,2 kilograme în nordul Spaniei. În Norvegia, pe de altă parte, căpriorii ajung la o greutate medie de 28,8 kilograme. Nu există un dimorfism sexual pronunțat în ceea ce privește dimensiunea corpului, deși numai căpriorii au coarne și sunt în medie cu aproximativ 5-10 % mai grei.
Atunci când este deranjat, căpriorul caută adăpost în tufișuri cu câteva salturi rapide. Are o coloană vertebrală ușor curbată și înclinată spre înainte, ceea ce înseamnă că șezutul este mai înalt decât garda. Coarnele căpriorului sunt relativ mici. Picioarele sunt subțiri și lungi în raport cu trunchiul.
Capul este scurt în raport cu lungimea corpului și apare aproape triunghiular în profil. Urechile sunt lungi, ovale și ascuțite și reprezintă aproximativ două treimi din lungimea capului. Irisul este negru-maroniu, cu pupila transversală. Gâtul este subțire și mai lung decât capul. Vara, blana este lucioasă pe partea superioară a corpului și pe partea exterioară a corpului, iar coloritul poate varia individual, de la maro-roșu închis la galben pal. Partea interioară a picioarelor și partea inferioară a abdomenului sunt mai deschise și de culoare galbenă. Regiunea din jurul anusului iese în evidență față de restul blănii și este de obicei de culoare alb-gălbuie. Trecerea de la blana de vară la cea de iarnă are loc în septembrie și octombrie. Iarna, culoarea blănii variază între gri deschis și gri închis. Chiar și în blana de iarnă, partea inferioară a corpului este mai deschisă la culoare decât partea superioară. În Europa Centrală, trecerea de la blana de iarnă la cea de vară are loc între martie și aprilie. 
Blana de culoare brun-roșiatică are inițial pete albe pe spate și pe lateral. Aceste pete albe devin treptat mai puțin distincte începând cu vârsta de o lună și dispar până la vârsta de două luni din cauza creșterii excesive a părului roșu de vară. Sub firele lungi de păr roșu, firele de păr alb și maro sunt încă prezente până la trecerea la blana de iarnă.

## Ecologie

### Dietă
Căprioarele preferă hrana ușor digerabilă. Preferă să mănânce părțile de plante aflate la aproximativ 75 de centimetri deasupra solului, dar și până la o înălțime de 120 de centimetri. O căprioară care cântărește aproximativ 20 de kilograme are nevoie de două până la patru kilograme de masă verde pentru a-și acoperi necesarul zilnic de energie. Căprioara are nevoie, de asemenea, de aproximativ 1,3 litri de apă la 10 kilograme de greutate. De regulă, hrana naturală conține atât de multă umiditate încât nu are nevoie să bea apă suplimentară. Cu toate acestea, căprioarele pot fi observate în mod regulat la adăpători când condițiile devin din ce în ce mai uscate.

### Reproducere

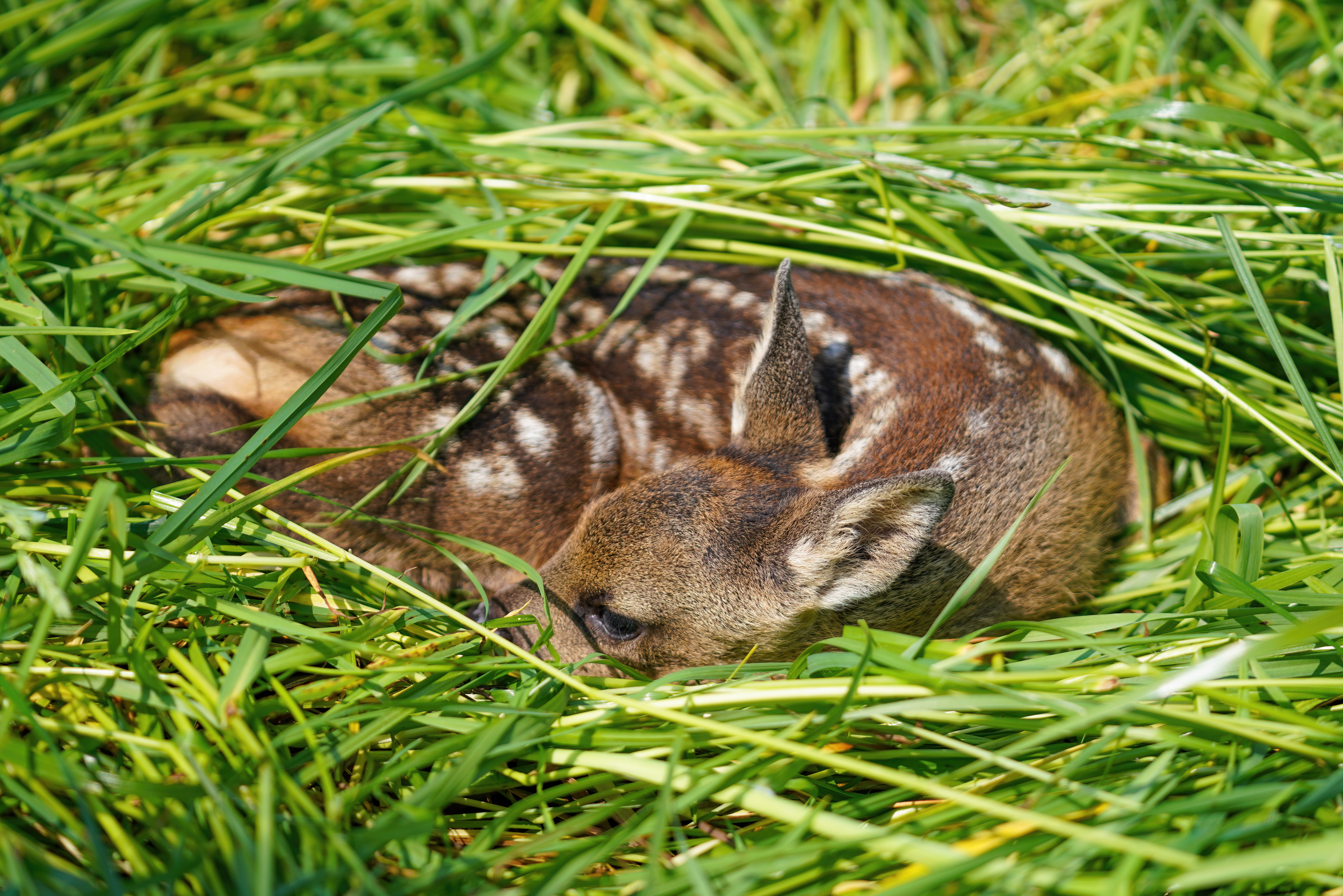
Pui de căprioară

Masculii poligami de căprioară se luptă pentru teritoriu la începutul verii și se împerechează la începutul toamnei. În timpul curtării, atunci când masculii urmăresc femelele, aceștia aplatizează adesea subarboretul, lăsând în urmă zone de pădure în formă de cerc sau de opt, numite "inele de căprioară". Acestea tind să aibă un diametru de 1-3 m. Masculii își pot folosi coarnele pentru a lovi cu lopata frunzele și solul căzut, ca modalitate de a atrage o parteneră.  În timpul sezonului de împerechere, un mascul de căprioară poate monta aceeași căprioară de mai multe ori pe o durată de câteva ore.
Femelele fată  de obicei în luna iunie a anului următor, după o perioadă de gestație de 10 luni, de obicei doi pui de căpriori pătați de sex opus. Puii rămân ascunși în iarba înaltă, ferindu-se de prădători; sunt alăptați de mama lor de mai multe ori pe zi, timp de aproximativ trei luni.

## Galerie

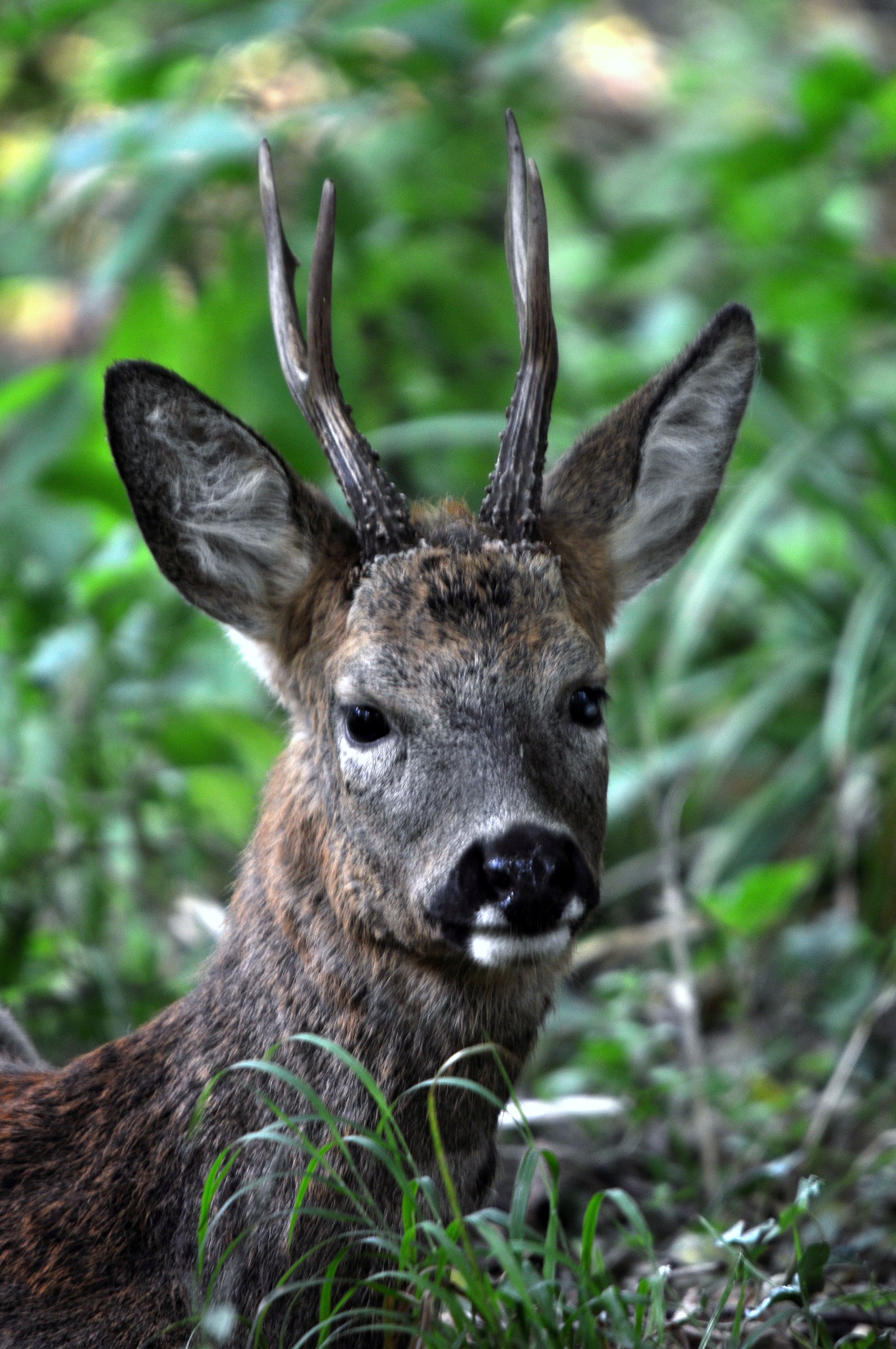
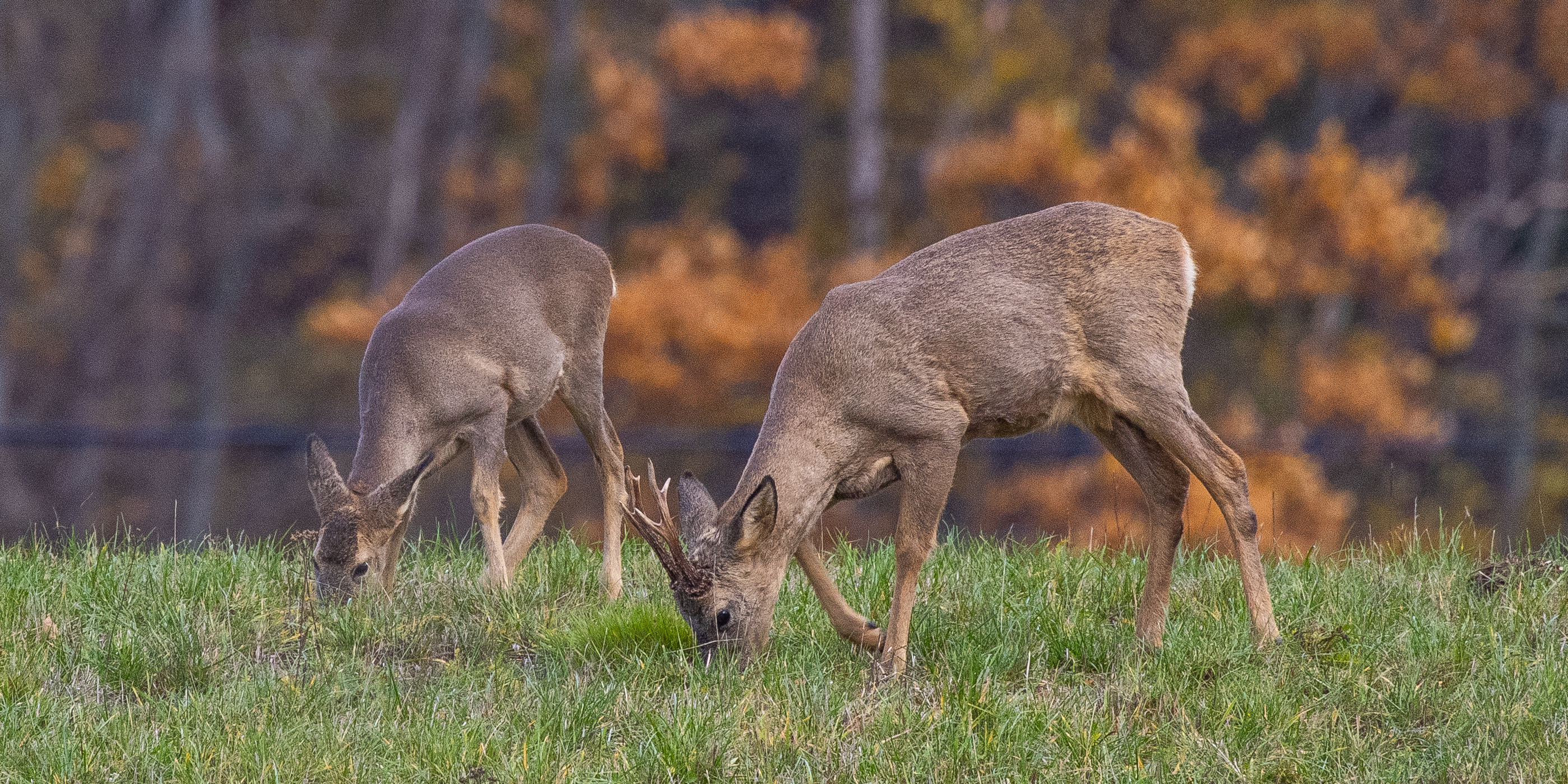
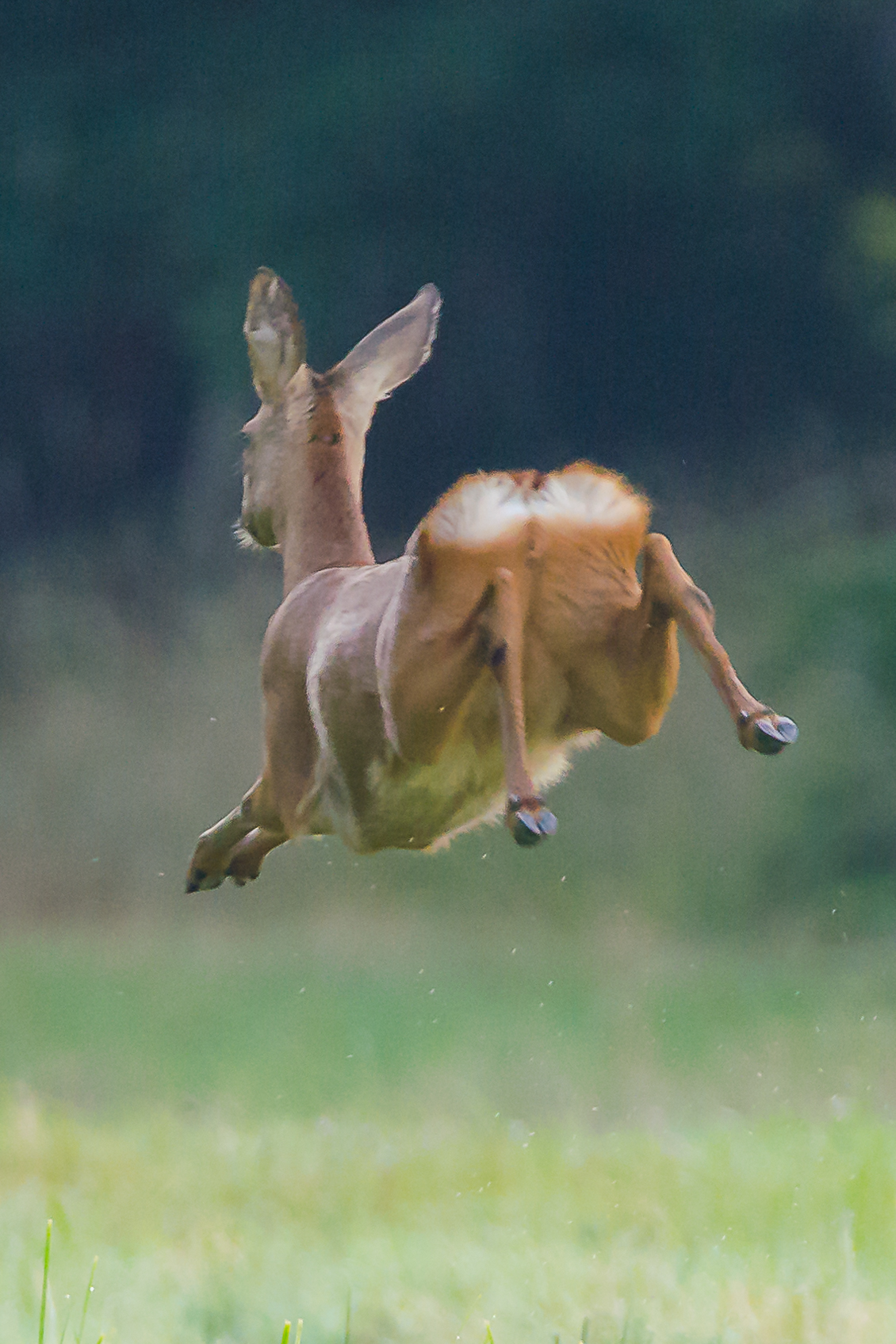
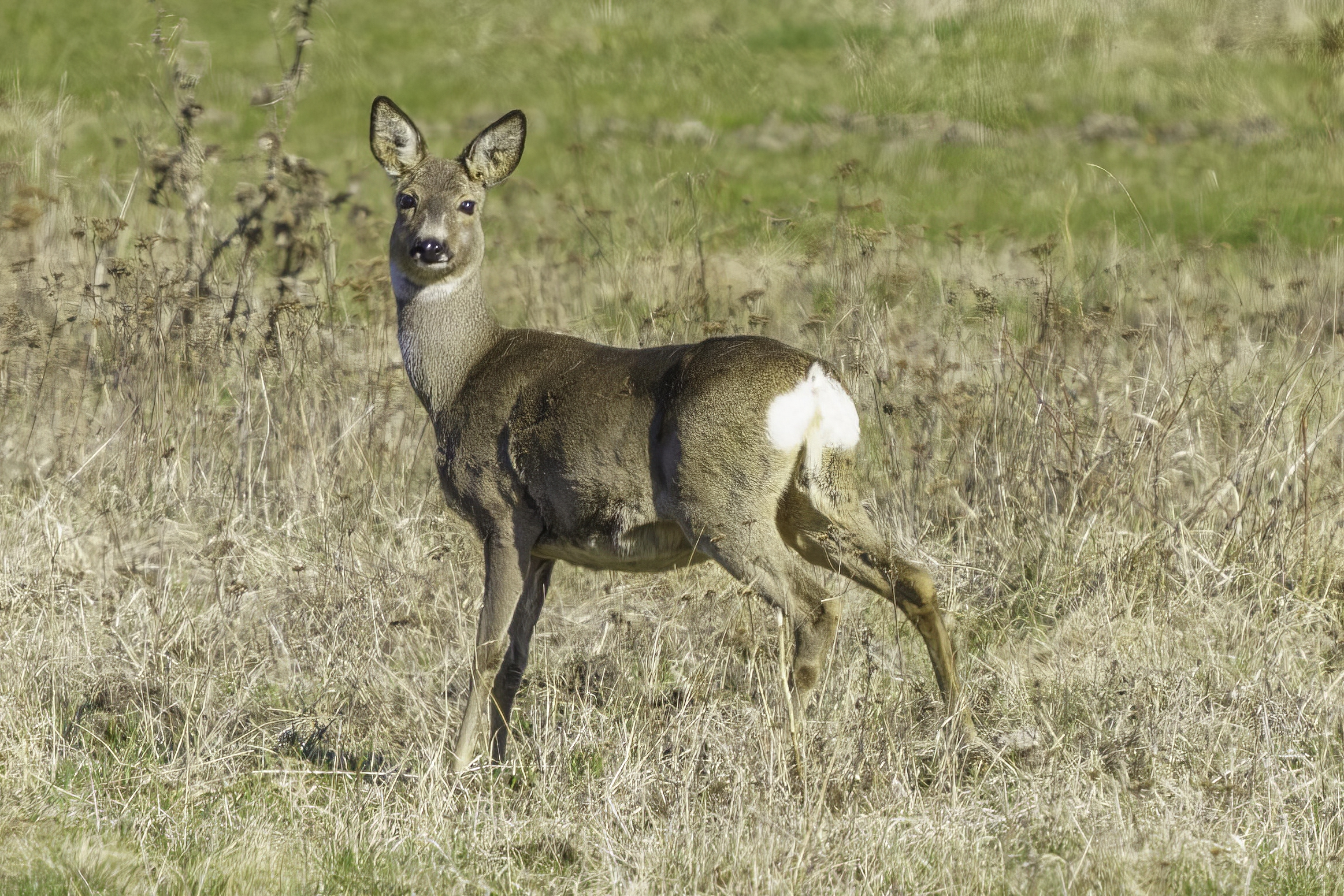
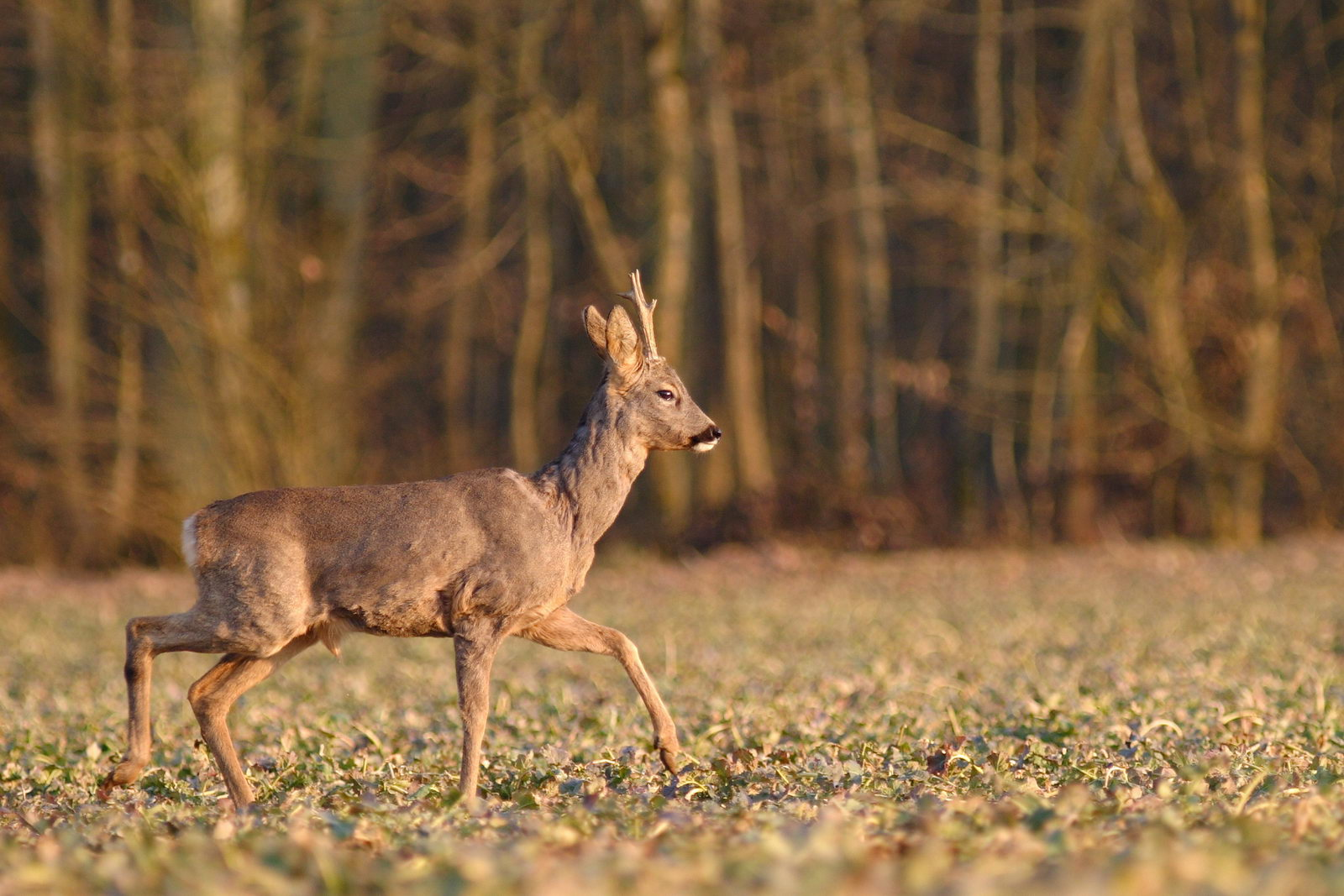
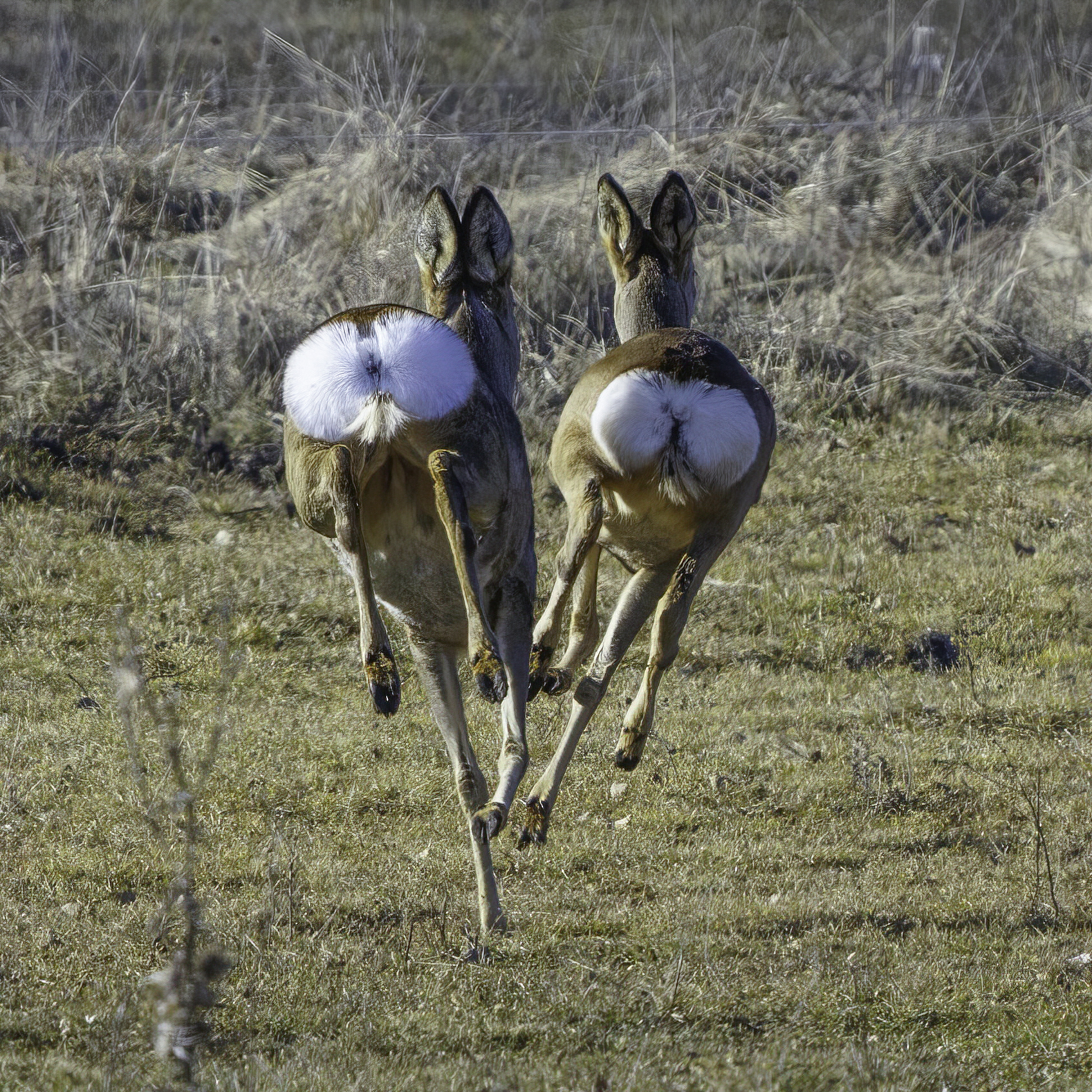
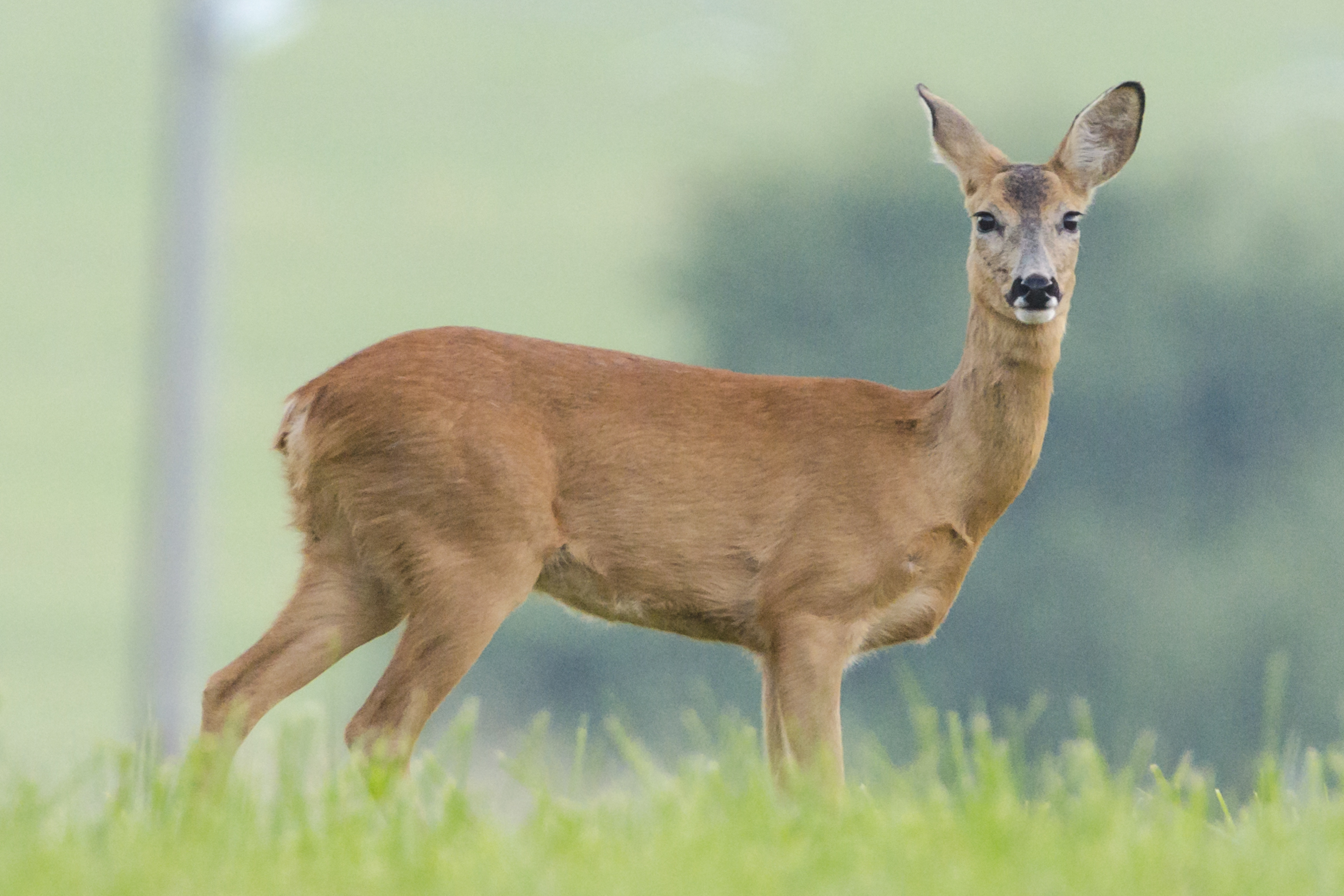